# Jean Sibuet
Pour les articles homonymes, voir Sibuet.
Jean Sibuet, né le 14 septembre 1856 à Saint-Vital (Savoie) et décédé le 4 décembre 1934 à Saint-Vital, est un homme politique français.
Maire de Saint-Vital, conseiller général du canton de Grésy-sur-Isère, il est député de la Savoie de 1914 à 1924, siégeant à droite. Il remporte l'élection face à Félix Chautemps, que les électeurs jugent éloignés du pays.

### Sources
- « Jean Sibuet », dans le Dictionnaire des parlementaires français (1889-1940), sous la direction de Jean Jolly, PUF, 1960 [détail de l’édition]